# Rampur (Uttar Pradesh)
Rampur is een stad en gemeente in de Indiase staat Uttar Pradesh. Het is de hoofdstad van het gelijknamige district Rampur. De stad ligt ongeveer 200 kilometer ten oosten van de metropool Delhi. De National Highway 9 van Delhi naar de grens met Nepal passeert langs Rampur.
Rampur en haar nabije omgeving vormde tussen 1774 en 1947 een vorstenland binnen Brits-Indië.

## Demografie
Volgens de Indiase volkstelling van 2001 wonen er 281.549 mensen in Rampur, waarvan 52% mannelijk en 48% vrouwelijk is. De plaats heeft een alfabetiseringsgraad van 49%. 